# Piotr Dumała
Piotr Dumala (sinh ngày 9 tháng 7 năm 1956 tại Warsaw) là đạo diễn và Họa sĩ diễn hoạt cho phim hoạt hình Ba Lan. Ông nổi tiếng với kỹ thuật hoạt hình đặc sắc. Trong quá trình học điêu khắc, vị họa sĩ phát hiện ra rằng việc cào lên thạch cao là một cách thú vị để tạo ra hình ảnh động tuyệt đẹp. Đây là kỹ thuật đè lớp mới lên lớp cũ để tạo frame tiếp theo trong sequence (frame và sequence là các thuật ngữ sử dụng trong sản xuất phim). Các tác phẩm và cách thể hiện chúng của Dumala lấy nguồn cảm hứng từ nhà văn Franz Kafka. Năm 1992, bộ phim Franz Kafka do ông đạo diễn giành được Giải thưởng lớn cho hạng mục phim ngắn hay nhất tại Liên hoan phim hoạt hình thế giới Animafest Zagreb, và bộ phim Hipopotamy cũng giành được Giải thưởng lớn cho hạng mục Phim hoạt hình ngắn độc lập tại Liên hoan phim hoạt hình quốc tế Ottawa năm 2014.

## Đóng phim
- Năm 1981 Lykantropia
- Năm 1983 Czarny kapturek
- Năm 1984 Latajace Wlosy
- Năm 1985 Lagodna
- Năm 1987 Academy Leader Variations (phân đoạn)
- Năm 1987 Nerwowe zycie kosmosu
- Năm 1988 Sciany (Bức tường)
- Năm 1989 Wolnosc nogi
- Năm 1992 Franz Kafka
- Năm 2000 Zbrodnia i kara (Tội ác và trừng phạt)
- Năm 2009 Las (Khu rừng)
- Năm 2014 Hipopotamy